# Guerra anglo-persa
La Guerra anglo-persa fue un conflicto militar que enfrentó al Reino Unido de Gran Bretaña e Irlanda y Persia (que era en ese momento gobernada por la Dinastía Qajar), duró desde el 1 de noviembre de 1856 a el 4 de abril de 1857. Durante la guerra, los británicos se opusieron a un intento de Persia de rescatar la ciudad de Herat. A pesar de que Herat había sido parte de Persia bajo la Dinastía Qajar, en el momento en que estalló la guerra era nominalmente parte del oeste de Afganistán (Afganistán era entonces una entidad muy débil). La campaña se llevó a cabo con éxito para los británicos, bajo la dirección del Mayor General Sir James Outram en dos escenarios: la costa sur de Persia, cerca de Bushehr y el sur de Mesopotamia (el nombre antiguo para la región y anterior a la formación de la nación de Irak). Como resultado de la guerra, Persia hubo de retirarse de Herat y firmar un nuevo tratado en el que rindió sus pretensiones sobre la ciudad.

## Orígenes
En el contexto de El Gran Juego — el concurso anglo-ruso por la influencia de Asia Central - en el que los británicos querían que Afganistán siguiera siendo un país independiente amistoso a Gran Bretaña como un tapón contra la expansión de Rusia hacia la India. Los británicos se opusieron a la extensión de la influencia persa en Afganistán, por la percepción de que Persia estaba influenciada por los rusos. Los persas habían intentado varias veces tomar la ciudad de Herat por la fuerza, las más recientes en 1838 y 1852, en ambas ocasiones, la oposición británica les había convencido de dar marcha atrás a sus aspiraciones, antes de empezar la guerra. Lo intentaron de nuevo en 1856, logrando tomar la ciudad el 25 de octubre, con el apoyo de Rusia y violando el tratado anglo-persa existente. En respuesta, el Gobernador General británico en la India, actuando por órdenes del gobierno británico, declaró la guerra el 1 de noviembre.

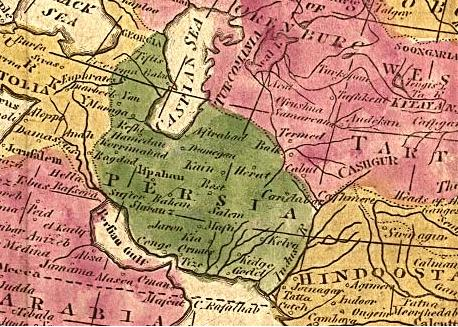
Persia en 1808 según el mapa británico, anterior a las pérdidas rusas del norte por el Tratado de Gulistan de 1813 y la pérdida de Herat en 1857 a través del Tratado de París.

Otro incidente separado y de mayor importancia que la disputa sobre Herat fue el relativo a Meerza Hashem Khan, a quien el embajador británico esperaba nombrar secretario en la misión diplomática en Teherán. Los persas se opusieron, creándose un conflicto que se intensificó cuando aparecieron rumores de que el embajador británico mantenía una relación con una mujer casada con el hermano de la principal esposa del sah. La disputa se intensificó aún más cuando los persas detuvieron a esa mujer y el embajador británico rompió relaciones diplomáticas cuando las autoridades persas se negaron a liberarla. De hecho, la movilización inicial de las fuerzas británicas se inició en respuesta a este incidente, aunque es poco probable que los británicos hubieran ido más allá de la ocupación de una o dos islas del Golfo Pérsico, si no hubiera surgido el problema de Herat.

## 1856
Los británicos tenían disponibles dos líneas de acción, montar una expedición por tierra a través de Afganistán o un ataque al imperio persa desde el sur por el Golfo Pérsico, con objetivo punitivo y también para forzar al sah a negociar. A raíz de la desastrosa Primera guerra afgana, los británicos se mostraron renuentes a enviar una fuerza a través de Afganistán para aliviar directamente Herat, optando, en su lugar, por atacar a los persas en la costa del Golfo Pérsico, por la pequeña ciudad de Bushehr, cercana a la costa sur de Persia y ordenado al Gobierno de la India a poner en marcha una fuerza expedicionaria marítima.
Inicialmente, se organizó una división al mando del General Foster Stalker, reuniendo 2.300 soldados británicos y 3.400 sepoys del ejército de la Presidencia de Bombay, que habían desembarcado en Persia en diciembre de 1856, también se incluían dos compañías de Cuerpo de Zapadores y Mineros de Bombay que eran:
- La 2ª compañía, al mando del capitán C.T. Haig, (Ingenieros de Bombay)[3]
- La 4ª compañía, al mando del capitán J. Le Mesurier, (Ingenieros de Bombay)

Las dos compañías estuvieron acompañadas por el Cuartel General del Cuerpo de Zapadores y Mineros de Bombay, comandados por el capitán WR Dickinson, (Ingenieros de Bombay). El Mayor J. Hill, antiguo comandante de los Zapadores y Mineros de Bombay, que había entregado el mando a Dickinson, fue nombrado el Ingeniero Comandante de esta expedición. Después de la expedición retomó el cargo de Comandante de Zapadores de Bombay, una vez más.
Poco después de la formación de esta fuerza, se consideró poco adecuada para la tarea y se formó una segunda división con el General de Brigada Henry Havelock  y toda la expedición bajo el mando del Mayor General James Outram. Este grupo se introdujo en enero de 1857.
Durante las hostilidades, la compañía «B» del Cuerpo de Zapadores y Mineros de Bombay bajo el mando de Brevet-Major A.M. Boileau, Ingenieros de Madras, embarcados a Coconada el 19 de enero y alcanzaron a la fuerza justo a tiempo para participar en operaciones en el sur de Mesopotamia.
La primera división de Stalker zarpó de Bombay en noviembre después de la declaración de guerra, en una escuadra de siete barcos de vapor bajo el mando del comodoro Young, remolcando treinta buques de vela. Los británicos desembarcaron una fuerza y capturaron la isla de Kharag el 4 de diciembre y llegaron a tierra el 9 de diciembre en la costa a pocos kilómetros al sur de Bushehr, el principal puerto de Persia,. Inmediatamente después de la llegada, la primera división avanzó sobre Bushehr. Irrumpieron en el viejo fuerte de Reshire (también llamado Rishahr o Rashir) y después de un bombardeo naval corto capturaron la ciudad el 10 de diciembre, asistidos por las dos compañías de Zapadores y Mineros de Bombay. Se produjo entonces un retraso en el que los británicos esperaban refuerzos. El reconocimiento del interior reveló una fuerza Persa de 4.000 unidades las tropas de Shiraz y la primera división fue considerado demasiado débil como para aventurarse tierra adentro lejos de su base de operaciones marítima. Esto llevó a la formación y la inducción de una segunda división a partir de India, que desembarcó en Persia a finales de enero y llegó a Bushehr, precedido por Outram en el 20 de enero.
Los británicos volvieron a marchar de nuevo a Bushehr, pero en condiciones deplorables, las lluvias torrenciales crearon barro tan profundo como para sacar las botas de un hombre de sus pies. Las tropas pasaron por una prueba terrible, finalmente llegaron a Bushehr el 10 de febrero, sobre el que está escrito:

Las tropas habían cubierto 46 millas en 41 horas para cumplir con el enemigo, otros 20 kilómetros en el país más difícil durante la noche después de la batalla, y después de un descanso de 6 horas, otros 24 km hasta Bushehr.
E.W.C. Sandes en  Indian Sappers and Miners (1948).

Los persas más tarde publicaron su propia versión de la batalla de Khoosh-Ab alegando que los británicos habían sido derrotados con pérdidas de 1.000 muertos y pérdidas propias de 500 heridos. Afirmaron que habían roto las cajas británicas dos veces y que la batalla había sido objeto de renuncia sólo cuando ambas partes se vieron obligados a abandonar sus armas en el barro. De este modo, los persas intentaron reducir al mínimo los efectos políticos de su derrota en el campo de batalla.

## 1857
Una vez llegados los refuerzos británico, una fuerza expedicionaria de la Armada de tres brigadas bajo el mando del General James Outram avanzó a Brazjun/Borazjan (en la ruta hacia Shiraz), dónde los persas se retiraron sin luchar. Los británicos destruyeron o se apropiaron de los recursos del lugar y se detuvieron en 5 de Febrero cerca del pueblo Khoosh-Ab donde pudieron disponer de agua potable.
Outram avanzó más el 6º y el 7º, pero viendo la retirada del enemigo a las montañas fuera de su alcance y estando cortos de raciones, decidió no arriesgarse a una persecución en las montañas y en su lugar se retiraron a los alrededores conocidos de Khoosh-Ab o Khushab para una parada logística, antes de partir a Bushehr. Los persas, animados por el movimiento retrogrado de las fuerzas de Havelock, ocuparon con 8.000 hombres la posición dominante del campamento de Outram, atrapando a los británicos en una situación potencialmente peligrosa. 
Outram atacó esta posición entre el 7 y el 8 de febrero en la Batalla de Khushab, infligiendo finalmente la derrota y la retirada de los persas en la que se convirtió en la batalla más larga de la guerra, con 700 persas muertos. La búsqueda de la armada persa derrotada se consideró inviable, por lo que los británicos volvieron a Bushehr.
Tras esto, los británicos fijaron su atención en el norte del Golfo Pérsico, invadiendo el sur de Mesopotamia avanzando por el río navegable Shatt Al Arab a Mohammerah (futura Khorramshahr) en su unión con el Río Karun, cerca de Basora. Las fuerzas reunidas para esta expedición fueron 1500 soldados británicos y 2400 indios. Los ingenieros agrupados en este compendio incluyeron a la 2ª Compañía, al Cuerpo de Zapadores y Mineros de Bombay (con 109 tropas bajo el mando del Capitán Haig), y la Compañía «B», Cuerpo de Zapadores y Mineros de Madrás (con 124 tropas bajo el mando del Brevet-Major Boileau). The transfer of forces was delayed by the separate deaths by suicide of two high-ranking British officers, which occasioned a shuffling of commands and forced Outram to leave Brigadier John Jacob in command in Bushehr. 
El 19 de marzo la expedición entró en el Shatt Al Arab. El 24 estaban ya a la vista de las fuertes defensas de Mohammerah. Los oficiales de máquinas, fueron parte del reconocimiento final de las armas persas en una pequeña canoa. El primer lugar previsto para erigir una batería fue una isla en el Shatt Al Arab, pero la isla resultó ser demasiado pantanosa. A continuación, se arrastraron los morteros en una balsa y fueron amarrados detrás de la isla, desde donde se proporcionaría apoyo de fuego. Dos días más tarde, los buques de guerra navegaron por el río Shatt al Arab y silenciando la batería persa. Las tropas desembarcaron y avanzaron, a través de los huertos. Estos estaban marcados con canales de riego que los zapadores taparon rápidamente con palmeras. Los Zapadores de Madras también a bordo del SS Hugh Lindsay, ayudaron al 64º Regimiento de disparar obuses de nave
Además de sus defensas, Muhammarah estaba protegida por el acuerdo político en el que los británicos no podrían violar el territorio del Imperio Otomano, ya que la ciudad se erigía justo en la frontera. En el evento, sin embargo, los persas abandonaron la ciudad a las fuerzas comandadas bajo el Brigadier Henry Havelock, quien la capturó el 27 de marzo. Los 13.000 persas y los árabes que estaban bajo el mando de Khanlar Mirza se retiraron a Ahvaz, cientos de miles por el río Karun. 
Los zapadores se estaban empleado continuamente en la destrucción de las baterías persas, hacer caminos, embarcaderos y cabañas en el clima malsano y por tanto no podían estar en la salida de Ahvaz, donde la Marina Real y las fuerzas de la 64th Foot y 78th Highlanders atacaron a la fuerza persa. La ciudad cayó a los británicos el 1 de abril de 1857. Al regresar a Muhammara el 4 de abril se enteraron de que la paz y el cese de las hostilidades habían sido firmadas en París el 4 de marzo. En el momento que la noticia de la paz llegó, Outram estaba planeando una invasión persa en el interior que probablemente habría aumentado considerablemente la guerra. La fuerza expedicionaria tuvo tanto éxito que llevó a cabo su objetivo mediante la captura de Bushehr, derrotando a los persas en Khoosh-Ab y la captura de un punto de apoyo en el sur de Mesopotamia, lo que obliga a los persas a pedir términos y en los próximos meses, el grupo regresó a India. Los británicos más tarde dejaron vacante la isla Kharag y Bushehr. La mayor parte de estas fuerzas fueron incluidas antes en las operaciones en el centro de la India para sofocar la Indian Mutiny, en la que ambos Havelock y Outram más tarde serían distinguidos por el sitio de Lucknow.

## Diplomacia

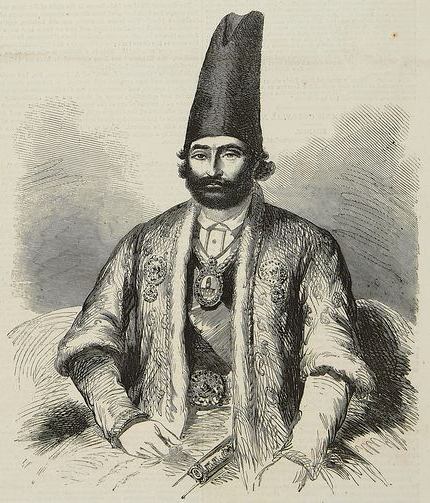
Ferouk Khan en el periódico The Illustrated London News, 1857.

Los persas al parecer esperaban que los británicos no se opusieran a su adquisición de Herat - reconocieron que no podían esperar ganar una guerra contra el ejército británico - y por lo tanto una vez que la oposición británica se hizo evidente intentaron dar marcha atrás. Las negociaciones en Constantinopla entre el embajador persa Ferukh Khan y el embajador británico Lord Stratford de Redcliffe se rompieron por las exigencias británicas de que los persas reemplazaran a su primer ministro (the sadr-i a'zam). La noticia del comienzo de la lucha resultó en una ruptura formal de las negociaciones, pero las discusiones pronto comenzaron otra vez en París, y las dos partes firmaron un tratado de paz el 4 de marzo, en el que el Shah accedió a retirarse de Herat y abstenerse de interferir en los asuntos de Afganistán. En el tratado, los persas acordaron retirarse de Herat, pedir disculpas al embajador británico a su regreso, firmar un tratado comercial, y cooperar en la represión de la trata de esclavos en el Golfo Pérsico. Los británicos aceptaron no dar amparo en su embajada a los opositores del sah, y abandonaron la demanda de reemplazar al primer ministro, también requirieron concesiones territoriales en favor del imán de Mascate, un aliado británico.
Los persas finalmente se retiraron de Herat, lo que permitió a los británicos devolver sus tropas a la India, donde se necesitaban para el combate en la Rebelión en la India de 1857. Afganistán volvió a controlar Herat más directamente cuando fue retomada por Dost Mohammed Khan en 1863.

## Condecoraciones
Fueron otorgadas tres Cruces Victoria durante la expedición al Capitan J.A.Wood Capitan J.G.Malcolmson, y Teniente A.T.Moore.

## Honor de Batalla
Se otorgaron cuatro honores de batalla, a saber, 'Persia', 'Reshire' y 'Koosh-Ab' en 1858 y 'Bushire' (Bushehr) en 1861.

### Persia
El honor de batalla 'Persia' fue adjudicada a todas las unidades que habían participado en la campaña, véase Gazette of the Governor General 1306 de 1858. Estas unidades fueron:
- 3ª Caballería de Bombay - actualmente Poona Horse
- Poona Irregular Horse - actualmente Poona Horse
- 1st Scinde Irregular Horse - actualmente Scinde Horse
- Zapadores y Mineros de Madrás - actualmente Madras Engineer Group
- Zapadores y Mineros de Bombay - actualmente Bombay Engineer Group
- 4ª Infantería de Bombay - Later 1st Battalion, the Rajputana Rifles, presently, the 4th Battalion, Brigade of Guards
- 20ª Infantería de Bombay - actualmente 2º Batallón, the Rajputana Rifles
- 23ª Infantería de Bombay - actualmente 4º Batallón, the Rajputana Rifles
- 26ª Infantería de Bombay - más tarde el 2º Batallón, the 10th Baluch Regiment (transferred to Pakistán)

### Reshire
El honor de batalla 'Reshire' fue adjudicada a todas las unidades que habían participado en el ataque del antiguo reducto holandés de Reshire el 7 de diciembre de 1856. El gobernador rindió las fortificaciones el 8 de diciembre. La división esperó a la llegada del comandante en jefe con el resto de la armada.
Véase el GOGG 1306 de 1858, en el que se galardona a:
- 3ª Caballería de Bombay
- Zapadores y Mineros de Bombay
- 4ª Infantería de Bombay
- 20ª Infantería de Bombay
- 26ª Infantería de Bombay

### Bushehr
La primera división de la expedición desembarcó en las cercanías de la ciudad de Bushehr el 5 de diciembre de 1856. Tras un bombardeo naval de las defensas, Bushehr fue ocupada sin resistencia. El honor fue adjudicado, véase Boinbay GO 191 de 1861, tras pasar la India bajo control de la corona. Otros honores de esta campaña fueron otorgados a la compañía en 1858.
- Poona Horse
- Zapadores y Mineros de Bombay
- 4ª Infantería de Bombay
- 20ª Infantería de Bombay
- 26ª Infantería de Bombay
- 3º Régimen Local Contingente (Desagrupado).

### Koosh-Ab
Tras la llegada del comandante en jefe, la fuerza avanzó tierra adentro y venció al ejército persa de campo en Koosh-Ab el 8 de febrero de 1857. Los Poona horse se llevaron estandartes coronados con una mano plateada soportada por una inscripción persa capturadas en Koosh-Ab, en conmemoración de la brillante carga de la 3ª Caballería ligera de Bombay que rompió las fuerzas de infantería enemigas, decidiendo la suerte de la batalla. The honour was awarded vide GOGG 1306 of 1858 and spelling changed from Kooshab vide Gazette of India No 1079 of 1910.
After the arrival of the C-in-C, the force advanced inland and defeated the Persian field army at Koosh-Ab on 8 February 1857. The Poona Horse carries a Standard surmounted by a silver hand and bearing a Persian inscription captured at Koosh-Ab, in commemoration of the brilliant charge of the 3rd Bombay Light Cavalry which broke into enemy infantry and decided the fate of the day. The honour was awarded vide GOGG 1306 of 1858 and spelling changed from Kooshab vide Gazette of India No 1079 of 1910.
- 3rd Bombay Cavalry
- Poona Irregular Horse
- Bombay Sappers and Miners
- 4th Bombay Infantry
- 20th Bombay Infantry
- 26th Bombay Infantry
- 2nd Baluch Battalion - later the 4th Battalion, the 10th Baluch Regiment (Pakistán)

## Books
- English, Barbara. 1971. John Company's Last War. London: Collins.
- Hunt, Capt. G. H. and George Townsend. 1858. Outram & Havelock's Persian Campaign. London: G. Routledge & Co.
- Outram, Lieut. General Sir James. 1860. Lieut.-General Sir James Outram's Persian Campaign in 1857. London: Smith, Elder and Co.
- Walpole, Sir Spencer. 1912. A History of England from the Conclusion of the Great War in 1815. London: Longmans, Green, and Co. (vol. VI, pp. 266–273)

- Datos: Q617772
- Multimedia: Anglo-Persian War / Q617772